# Stora Lockegöl
Stora Lockegöl är en sjö i Mönsterås kommun i Småland och ingår i Emåns huvudavrinningsområde. Sjön är 3,7 meter djup, har en yta på 0,018 kvadratkilometer och befinner sig 61 meter över havet. Vid provfiske har abborre och gädda fångats i sjön.